# Conseil législatif de transition
Bâtiment du Parlement soudanais
Le Conseil législatif de transition (en anglais : Transitional Legislative Council ; en arabe : المجلس التشريعي الانتقالي, Al-Majlis Al-Tashrieiu Al-Aintiqaliu) est l'organe législatif intérimaire du Soudan qui doit être formé dans le cadre de la transition démocratique du pays à la suite de la Révolution soudanaise en 2019. 
En février 2025, l'assemblée n'est toujours pas opérationnelle et les membres du Conseil de souveraineté de transition et du gouvernement du Soudan forment une Autorité législative de transition, qui agit en tant que législature intérimaire du Soudan, dans l'attente de son installation.

## Contexte
À la suite du coup d'État d'avril 2019, les deux chambres de la législature nationale du Soudan sont dissoutes et un conseil militaire de transition est instauré. En juillet 2019, le conseil militaire de transition et la coalition Forces de la liberté et du changement (FFC), composé d'organisations de la société civile, conviennent ensemble d'une déclaration constitutionnelle pour une transition vers un gouvernement élu en 2022. Aux termes de cet accord, un gouvernement de transition doit être nommé et un Conseil législatif de transition doit être formé.

## Composition
Aux termes de la déclaration constitutionnelle, le Conseil législatif de transition doit être formé dans les trois mois suivant la déclaration de cette dernière. Deux tiers des membres sont nommés par la coalition Forces de la liberté et du changement (FFC), le tiers restant étant nommé par « d'autres forces ». Le conseil législatif de transition ne doit pas compter plus de 300 membres dont au moins 40% de femmes.
Les membres du parti du Congrès national ne sont pas autorisés à être membres du conseil. D'autres critères d'adhésion sont le fait d'être un ressortissant soudanais, âgé d'au moins 21 ans, ne pas avoir été puni d'infraction pénale, être reconnu comme intègre, posséder des compétences et savoir lire et écrire.
L'académicienne libanaise Gilbert Achcar attribue à l'Initiative Non à l'oppression contre les femmes (en) et au MANSAM leurs influences pour obtenir un quota de 40% de femmes au conseil.
En novembre 2019, le FFC déclare que la répartition des sièges sera proportionnelle à la répartition des populations « en tenant compte de la représentation de toutes les communautés du Soudan ». À la suite de la signature d'un accord de paix signé le 30 août 2020 entre le gouvernement de transition et les factions rebelles du Darfour, du Kordofan du Sud et de l'État du Nil Bleu, un quart des sièges au conseil sera réservé aux membres de ces factions.

## Autorité législative de transition (depuis 2025)

### Formation
Le 23 février 2025, la Constitution de transition est modifiée afin de prolonger la période de transition de 39 mois supplémentaires. La Constitution amendée habilite les membres du Conseil de souveraineté de transition et du gouvernement du Soudan à constituer conjointement une autorité législative de transition qui agit en tant que législature intérimaire du pays jusqu'à ce que le Conseil législatif de transition soit établi,,.

### Membres

#### Conseil de souveraineté de transition
- Abdel Fattah al-Burhan
- Malik Agar
- Shams al-Din Kabbashi
- Yasser al-Atta
- Ibrahim Jaber
- El Hadi Idris Yahya
- El Tahrir Abubakr Hajar
- Raja Nicola
- Abdulgasim Bortom
- Yousef Jad Karim
- Abdelbagi al-Zubeir
- Salma Abdeljabbar

#### Gouvernement du Soudan
- Osman Hussein
- Yassin Ibrahim
- Mohieddin Naeem
- Ali Youssif
- Gibril Ibrahim
- Mahasen Ali Yaqoub
- Khalid Ali Aleisir
- Khalil Pasha Sayrin
- Muawiya Osman Mohamed Khair
- Ahmed Ali Abdel Rahman
- Omar Bakhit
- Omar Banfir
- Abubakr Abu Al-Qasim